# سیارک ۴۲۳۵۴
سیارک ۴۲۳۵۴ (به انگلیسی: 42354 Kindleberger، نامگذاری:2002CK43) چهل و دو هزار و سیصد و پنجاه و چهارمین سیارک کشف شده‌است که در ۱۲ فوریه ۲۰۰۲ کشف شد.